# Tj. P. - Tjrezvytjajnoje proissjestvie
Tj. P. - Tjrezvytjajnoje proissjestvie (russisk: Ч. П. — Чрезвычайное происшествие) er en sovjetisk spillefilm fra 1958 af Viktor Ivtjenko.

## Medvirkende
- Mikhail Kuznetsov — Anton Kovalenko
- Aleksander Anurov — Leonid Kalugin
- Vjatjeslav Tikhonov — Victor Rajskij
- Taisija Litvinenko — Rita Voronkovа
- Anatolij Solovjov — Grachev